# Stefano Pongrácz
Stefano Pongrácz (Vințu de Jos, 1583 circa – Košice, 8 settembre 1619) è stato un presbitero gesuita ungherese.
Fu ucciso dai soldati calvinisti del principe di Transilvania insieme con i confratelli Marco Križevčanin e Melchiorre Grodecký; è stato dichiarato martire e beatificato nel 1905 e proclamato santo da papa Giovanni Paolo II nel 1995.
Il suo elogio si legge nel Martirologio romano al 7 settembre.